# Satelitsko snimanje
Satelitsko snimanje čine fotografije Zemlje ili drugih planeta koje su snimljene uporabom umjetnih satelita.

## Povijest
Prve satelitske fotografije Zemlje napravio je 14. kolovoza 1959. američki satelit Explorer 6. Prve satelitske fotografije Mjeseca vjerojatno je snimio 6. listopada 1959. sovjetski satelit Luna 3 koji se nalazio u misiji fotografiranja daljnje strane Mjeseca. Fotografija The Blue Marble snimljena je iz svemira 1972. te je postala vrlo popularna u medijima i javnosti. Sjedinjenje Države su također 1972. pokrenule program Landsat, najveći program za prikupljanje snimaka Zemlje iz svemira. Landsat 7, najnoviji Landsatov satelit, lansiran je 1999. godine. Prvi satelitski snimak u realnom vremenu napravio je 1977. godine američki satelitski sustav KH-11.
Sve satelitske snimke koje je proizvela NASA objavio je Earth Observatory i dostupne su za javnost u slobodnoj uporabi. Nekoliko drugih zemalja imaju programe satelitskog snimanja, a europskim kolaborativnim naporima lansirani su sateliti ERS i Envisat koji na sebi nose razne senzore. Postoje također privatne kompanije koje omogućuju komercijalno satelitsko snimanje. U ranom 21. stoljeću satelitsko snimanje postalo je široko dostupno kada je nekoliko kompanija i organizacija ponudilo isplativ i za uporabu lagan softver s pristupom bazama podataka satelitskog snimanja.

## Uporaba
Satelitske snimke imaju mnoge primjene u poljoprivredi, geologiji, šumarstvu, konzervaciji biodiverziteta, regionalnom planiranju, edukaciji, obavještavanju i ratovanju. Snimci mogu biti vidljivi u bojama ili u drugom spektru. Postoje također visinske karte koje obično nastaju radarskim snimanjem. Interpretaciju i analizu satelitskih snimaka vrše softverski paketi poput ERDAS Imaginea ili ENVI-ja. Jedne od prvih poboljšanja snimaka satelitskih fotografija provela je Vlada SAD-a i njezini ugovornici. Primjerice, ESL Incorporated razvio je neke od najranijih dvodimenzionalnih Fourierovih transformacija primijenjenih u procesiranju digitalnih snimaka radi adresiranja NASA-inih fotografija kao i nacionalnih sigurnosnih primjena. Satelitsko snimanje se također koristi u seizmologiji i oceanografiji radi dedukcije promjena u formaciji kopna, dubini vode i morskog dna pomoću boja koje stvaraju potresi, vulkani i tsunamiji.

## Razlučivost i podatci
Postoje dvije različite vrste razlučivosti u satelitskom snimanju: radiometrijska i geometrijska. Radiometrijska razlučivost odnosi se na efektivnu bitnu dubinu senzora (broj razina sivih tonova) i tipično se izražava kao 8-bitna (0-255), 11-bitna (0-2047), 12-bitna (0-4095) ili 16-bitna (0-65,535). Geometrijska razlučivost odnosi se na sposobnost satelitskog senzora da učinkovito snimi dio Zemljine površine u jednom jedinom pikselu i tipično se izražava u jedinicama GSD-a (engl. Ground Sample Distance udaljenost uzroka tla). GSD je termin koji sadrži sveukupne optičke i sistemske izvore šumova te je koristan za uspoređivanje kvalitete kojom senzor može "vidjeti" objekt na tlu unutar jednog piksela. Primjerice, GSD Landsata je ~ 30 m što znači da najmanja jedinica sadržana u jednom pikselu na snimku odgovara površini od ~ 30 m x 30 m. Posljednji komercijalni satelit (GeoEye 1) ima GSD od 0,41 m (efektivno 0,5 zbog restrikcija Vlade SAD-a na civilno snimanje). GSD za obavještajne/vojne svrhe poput programa Nacionalnog ureda za motrenje (NRO) može imati razlučivost od manje od jednog centrimetra s mogućnošću snimanja u realnom vremenu (uživo). Razlučivost satelitskih snimaka varira ovisno o korištenim instrumentima i visinom orbite satelita. Primjerice, Landsatov arhiv nudi ponovljene snimke razlučivosti od 30 metara za čitav planet, no većina ih nije procesirana s razine sirovih podataka. Landsat 7 ima prosječan period povratka od 16 dana. Za mnoga manja područja dostupni su snimci razlučivosti najviše do 10 cm.
Satelitski snimci ponekad se nadopunjuju zračnom fotografijom koja ima veću razlučivost, no ona je skuplja po kvadratnom metru. Satelitsko snimanje može se kombinirati s vektorskim ili rasterskim podatcima u GIS-u ako je obavljeno snimanje prostorno ispravljeno tako da prikaldno pristaje ostalim skupovima podataka.

### DigitalGlobe
Prije lansiranja GeoEye-1, DigitalGlobeov satelit WorldView-1 pružao je najbolju razlučivost na svijetu u satelitskom snimanju. Pankromatski snimci razlučivosti od 0,5 metara s WorldView-1 dopuštali su satelitu razlikovanje dvaju objekata na tlu koji su najmanje bili udaljeni 50 centimetara. Slično tome DigitalGlobeov satelit QuickBird pruža razlučivost multispektralnih snimaka od 2,4 metra.

### GeoEye
Geo Eyeov satelit GeoEye-1 lansiran je 6. rujna 2008. Satelit Geo Eye-1 imat će najveću razlučivost od bilo kojeg komercijalnog sustava snimanja i moći će prikupljati snimke sa zemlje čija će razlučivost biti 0,41 metar i to u pankromatskom ili crno-bijelom modu. Prikupljat će multikkromatske ili obojane snimke u razlučivosti od 1,65 metra, faktor od dva bolja od postojećih komercijalnih satelita sa sposobnostima četverospektralnog višescenskog snimanja. Iako će satelit moći prikupljati snimke na 0,41 metru, Geo Eyeva radna dozvola od Vlade SAD-a zahtjeva ponovno snimanje na 0,5 metra za sve korisnike koji nemaju izričito odricanje od Vlade SAD-a.

### Spot Image
Tri satelita SPOT u orbiti (Spot 2, 4 i 5) pružaju snimke s velikim izborom razlučivosti – od 2,5 m do 1 km. Spot Image također distribuira multirazlučive podatke s ostalih optičkih satelita, posebice s Formosat-2 (Tajvan) i Kompsat-2 (Južna Koreja) te s radarskih satelita (TerraSar-X, ERS, Envisat, Radarsat). Spot Image također će biti ekskluzivni distributer podataka s nadolazećih satelita vrlo visoke razlučivosti, Pleiades, čija će razlučivost biti 0,50 metra. Prvo lansiranje planirano je za kraj 2009. Kompanija također nudi infrastrukturu za primanje i obrađivanje kao i dodane opcije vrijednosti.

### ImageSat International
Earth Resource Observation Satellites poznatiji kao sateliti "EROS" jesu lagani, niskoorbitni, visokorazlučivi sateliti dizajnirani za brzo manevriranje između ciljeva snimanja. Na tržištu komercijalnih visokorazlučivih satelita, EROS je najmanji satelit s vrlo visokom razlučivošću. Vrlo je okretan pa stoga omogućuje vrlo visoke izvedivosti. Sateliti se postavljaju u kružnu blisku polarnu orbitu sinkroniziranu sa Suncem na visini od 510 km (+/- 40km). Snimci sa satelita EROS primjenjuju se prvenstveno za svrhe obavještavanja, domovinske sigurnosti i nacionalnog razvoja, a također se koriste u širokom spektru civilnih primjena uključujući: izradu karata, nadzor granica, infrastrukturno planiranje, poljoprivredni nadzor i nadzor okoliša, odgovor na katastrofe, treniranje i simulacije itd.
EROS A – satelit visoke razlučivosti s pankromatskom razlučivošću od 1,9-1,2 M lansiran 5. prosinca 2000.
EROS B – druga generacija satelita vrlo visoke razlučivosti s pankromatskom razlučivošću od 70 cm, lansiran 25. travnja 2006.

## Nedostatci
Budući da je ukupna površina kopna na Zemlji prevelika, a razlučivost relativno visoka, satelitske baze podataka su ogromne, a procesiranje snimaka (stvaranje korisnih snimaka iz sirovih podataka) zahtijeva mnogo vremena. Ovisno o korištenom senzoru, na kvalitetu snimka mogu utjecati vremenske prilike: primjerice, teško je prikupiti snimke područja s učestalom naoblakom kao što su planinski vrhovi.
Komercijalne satelitske kompanije ne stavljaju svoje snimke u javnu domenu niti ih ne prodaju. Umjesto toga potrebna je licencija za korištenje takvih snimaka. Stoga je sposobnost za legalnu izradu prerađenih proizvoda dobivenih komercijalnim satelitskim snimanjem smanjena na najmanju moguću mjeru.
Zabrinutost oko privatnosti nastala je nakon što su neki izrazili želju za zabranom prikaza njihova posjeda iz zraka. Google Maps odgovara na takvu zabrinutost u svojem FAQ-u sljedećom izjavom: "Razumijemo vašu zabrinutost oko provatnosti… Snimci koje prikazuje Google Maps ne razlikuju se od onoga što netko može vidjeti leteći iznad ili tragajući za specifičnom geografskom lokacijom."

## Pokretni snimci
Godine 2005. australska kompanija Astrovision (ASX: HZG) objavila je planove za lansiranje prvog komercijalnog geostacionarnog satelita na području Azije i Pacifika. Namjeravali su omogućiti satelitske snimke u pravim bojama i u realnom vremenu (uživo) s razlučivošću do 250 metara za čitavu azijsko-pacifičku regiju, od Indije do Havaja i od Japana do Australije. Planiraju omogućiti korištenje ovog sadržaja korisnicima 3G mobilnih telefona, zatim preko Pay TV-a kao kanala s vremenskom prognozom, te korporacijskim i vladinim korisnicima.
Nažalost, tržišni odgovor na koncept AstroVisiona sveo se na klasični problem kokoši i jajeta: potencijalni klijenti bili su uzbuđeni ponuđenim mogućnostima, no nisu željeli (ili, u slučaju vlade, nisu uopće smjeli) potpisati ugovore za uslugu koja bi se pružala tek nakon 3-4 godine (vrijeme potrebno za izradu i lansiranje satelita). AstroVision je iscrpio novčana sredstva čime je bio prisiljen ugasiti program 2006. godine.

## Više informacija
- Daljinska istraživanja
- SRTM
- MODIS
- Virtual globe
  - NASA World Wind
  - Google Earth
- TerraServer-USA
- Terraserver.com
- Google Maps
- Virtual Earth
- Stratellite
- Piktometrija
- Špijunski satelit
- Satelit za opservaciju Zemlje

## Vanjske poveznice
- Earth Snapshot - Mrežni portal posvećen opservaciji Zemlje. Uključuje komentirane satelitske snimke, informacije o olujama, uraganima, požarima i meteorološkim fenomenima.
- Miravi  Arhivirana inačica izvorne stranice od 20. veljače 2009. (Wayback Machine) - Meris Image Rapid Visualization. MIRAVI prikazuje galeriju snimaka generiranih na nultoj razini (neobrađeni podatci) Merisovih proizvoda pune razluživosti (300 m), nekoliko sekunda nakon njihove dostupnosti.
- SRRS  Arhivirana inačica izvorne stranice od 24. veljače 2009. (Wayback Machine) - Satellite Rapid Response System. Sličan MIRAVI-ju no također uključuje snimke u ASAR-u, punoj i umanjenoj razlučivosti u MERIS-u te ALOS AVNIR2-u.
- ESA Envisat Meris - 300m - dosad najdetaljniji snimak čitave Zemlje kojeg je napravio Envisat Meris Europske svemirske agencije.
- Blue Marble: Next Generation  Arhivirana inačica izvorne stranice od 17. listopada 2008. (Wayback Machine) – detaljni snimak čitave Zemlje s istinskim bojama.
- World Wind  Arhivirana inačica izvorne stranice od 6. siječnja 2018. (Wayback Machine) - 3D softver za promatranje Zemlje otvorenog koda kojeg je razvila NASA s pristupom NASA-inoj bazi podataka JPL
- Google Earth - Googleov komercijalni 3D slobodni softver za promatranje Zemlje.
- Google Maps satelitski snimci
- TerraServer-USA - bivši Microsoft TerraServer, repozitorij slobodnih satelitskih snimaka Sjedinjenih Država
- Satellite Images of China  Arhivirana inačica izvorne stranice od 20. studenoga 2008. (Wayback Machine) - Snimci pustinje Taklamakan, slanih jezera, vjetrenih parkova, infrastrukture, gradova.
- Google Earth Anomalies  Arhivirana inačica izvorne stranice od 6. svibnja 2019. (Wayback Machine)- Satelitski snimci dokumentiranih, znanstveno anomalnih lokaliteta uključujući brežuljkaste lokalitete i neobjašnjiva cirkularna obilježja via Google Earth.